# Welttextilabkommen
Das Welttextilabkommen (englisch Agreement on Textiles and Clothing (ATC)) war ein vom 1. Januar 1995 bis 2004 gültiges internationales Abkommen für die Textil- und Bekleidungsindustrie. Es regelte den stufenweisen Übergang dieser zuvor durch Importquoten geschützten Wirtschaftsbranche zu einer der Welthandelsorganisation unterliegenden Branche. Zur Überwachung des Abkommens wurde das Textilaufsichtsorgan (englisch: Textiles Monitoring Body (TMB)) eingerichtet, welches aus einem Vorsitzenden und zehn Mitgliedern bestand.
Das Abkommen war während seiner Geltungszeit Teil des Marrakesch-Abkommens.

## Geschichte
Das ab 1974 gültige Multifaserabkommen (englisch: Multifibre Arrangement (MFA)) ersetzte das am 1. Oktober 1962 in Kraft getretene und 1967 und 1970 verlängerte Baumwolltextilabkommen (englisch: Agreement in International Trade in Cotton Textiles). Das Abkommen stand bis zum Abschluss der Verhandlungen auf der Uruguay-Runde des Allgemeinen Zoll- und Handelsabkommen (GATT) außerhalb des normalen GATT, so dass dort, entgegen der sonst üblichen Regelung, Importquoten zum Schutz der Textil- und Bekleidungsindustrie in den Industrieländern festgesetzt werden konnten. Am 1. Januar 1995 wurde das Multifaserabkommen durch ein 10-jähriges Übergangsabkommen ersetzt, das Welttextilabkommen. Der Übergang erfolgte in vier Schritten. Seit dem 1. Januar 2005 fällt die Textil- und Bekleidungsindustrie unter die normalen Regeln der Welthandelsorganisation.
Nach dem Auslaufen jedweder Handelsbeschränkung wuchsen die Exporte Chinas stark, so dass China auf Druck der EU die Exporte freiwillig begrenzte.